# Théodore Maunoir

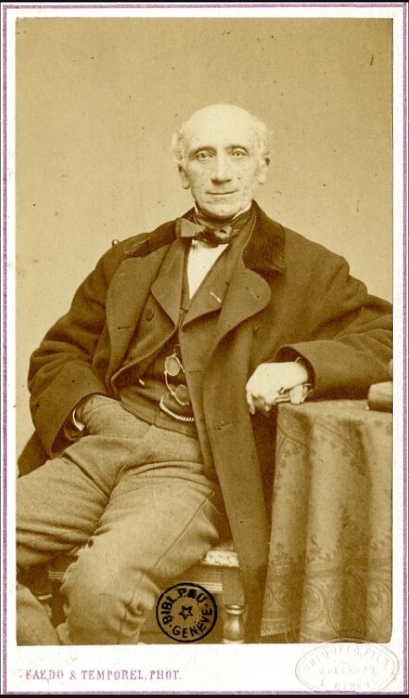
Maunoir auf einem undatierten Foto.

Théodore David Eugène Maunoir (* 1. Juni 1806 in Genf; † 26. April 1869 ebenda) war ein Schweizer Chirurg. Im Jahr 1863 gehörte er zu den fünf Gründern des Internationalen Komitees der Hilfsgesellschaften für die Verwundetenpflege, aus dem 1876 das Internationale Komitee vom Roten Kreuz (IKRK) entstand. Er starb allerdings bereits sechs Jahre nach Gründung des Komitees, so dass seine Mitarbeit keine wesentlichen Auswirkungen auf die spätere Entwicklung des IKRK hatte. Innerhalb des Komitees und in der Genfer Gesellschaft war er ein enger Freund und Förderer von Louis Appia, der wie Maunoir von Beruf Chirurg war.

## Leben

### Studium und Wirken in Genf
Théodore Maunoir wuchs in der Geborgenheit einer wohlhabenden Ärztefamilie in Genf auf. Der Familientradition folgend studierte er Medizin in England und Frankreich. 1832 war er in Paris an der Gründung der Société médicale d'observation de Paris beteiligt. Ein Jahr später erlangte er ebenfalls in Paris mit einer Arbeit unter dem Titel „Essai sur quelques points de l'histoire de la cataracte“ den Doktorgrad der Chirurgie. Nach der Rückkehr in seine Heimatstadt wurde er dort Mitglied der Genfer Kommission für Hygiene und Gesundheit sowie der Genfer Gemeinnützigen Gesellschaft. Er galt historischen Überlieferungen zufolge als äußerst intelligenter und charmanter Mensch mit einem angenehmen Sinn für Humor.
Mit seiner ersten Frau Esther-Etienne-Herminie geb. Clavier hatte er zwei Söhne. Darüber hinaus nahm er auch Kinder aus einer früheren Ehe seiner Frau in die Familie auf. Diese hatte zuvor im Alter von 19 Jahren den französischen Schriftsteller Paul-Louis Courier geheiratet, mit diesem jedoch keine glückliche Ehe geführt. Einige Jahre nach der Hochzeit war Courier unter nie vollständig geklärten Umständen ermordet worden, wahrscheinlich von einem Diener seines eigenen Haushaltes. Gerüchte, denen zufolge seine Frau ihn mit diesem Diener betrogen hatte und in die Tat involviert wäre, hielten sich trotz ihres Freispruchs in einem entsprechenden Prozess. Für den gesellschaftlichen Ruf von Maunoir stellte diese Vorgeschichte im Leben seiner Frau in der streng von calvinistischen Moralvorstellungen geprägten Genfer Gesellschaft eine Belastung dar, die jedoch ohne nennenswerte Auswirkungen blieb.
Nach dem frühen Tod seiner ersten Frau am 13. November 1842 heiratete er am 26. Dezember 1845 erneut. Mit seiner zweiten Frau Anne Christiana Farmar geb. Jarvis hatte er noch zwei weitere Söhne und eine Tochter. Sein Familienleben, insbesondere die Betreuung und Erziehung seiner Kinder, nahm deshalb neben der Tätigkeit als Arzt und als Berater für andere Ärzte einen wichtigen Teil in seinem Leben ein.

### Mitarbeit im Internationalen Komitee
Im September 1862 veröffentlichte der Genfer Geschäftsmann Henry Dunant das Buch „Eine Erinnerung an Solferino“, in dem er seine Erlebnisse bei der Schlacht von Solferino beschrieb. Darüber hinaus enthielt das Buch eine Reihe von Vorschlägen zur Verbesserung der Hilfe für verwundete Soldaten. Die Genfer Gemeinnützige Gesellschaft gründete daraufhin im Februar 1863 einen in späteren Darstellungen als Komitee der Fünf bezeichneten Ausschuss zur Untersuchung von Dunants Vorschlägen. Théodore Maunoir wurde zusammen mit Henry Dunant, Gustave Moynier, Guillaume-Henri Dufour und Louis Appia Mitglied dieses Komitees. Kurze Zeit später wurde dieses Komitee umbenannt in Internationales Komitee der Hilfsgesellschaften für die Verwundetenpflege, und 1876 ging daraus das Internationale Komitee vom Roten Kreuz (IKRK) hervor. In den Sitzungen des Komitees betonte Maunoir insbesondere die Wichtigkeit, sich mit den Ideen Dunants nicht nur an führende Persönlichkeiten in Politik und Militär zu wenden, sondern die Idee des Roten Kreuzes auch in die Öffentlichkeit zu tragen und damit zu einer Massenbewegung zu machen.
Vom 26. bis zum 29. Oktober 1863 fand auf Initiative des Komitees in Genf eine internationale Konferenz statt, auf der über die konkrete Umsetzung von Dunants Vorschlägen beraten wurde. Als es während dieser Konferenz zu Differenzen zwischen den Delegierten hinsichtlich der Einbeziehung von Freiwilligen in die Verwundetenpflege kam, gelang es Maunoir mit einer überzeugenden Rede, ein drohendes Scheitern der Versammlung abzuwenden. Er widersprach dabei insbesondere den Einwänden des französischen Vertreters Boudier, eines Armeearztes und Vertrauten des französischen Kriegsministers Jacques-Louis Randon. Die Zweifel der französischen Delegation betrafen vor allem die Effizienz von Freiwilligen und kamen in dem Vergleich zum Ausdruck, dass 1.500 Maulesel zur Unterstützung der Armee von größerem Nutzen wären als 15.000 freiwillige Hilfskräfte. Auf den entsprechenden Ausspruch „Des mulets, des mulets, c’est le nœud gordien de la question“ („Die Maulesel, die Maulesel, das ist der gordische Knoten dieser Frage“) von Boudier entgegnete Maunoir, dass die einzig verbleibende Aufgabe der Konferenz die Beschaffung zusätzlicher Maulesel wäre, wenn Boudier mit seinen Ausführungen Recht hätte. Seine dann folgende Rede überzeugte auch die französischen Delegierten und führte zu einer konstruktiven Debatte über die vom Komitee vorgelegten Vorschläge.
In Vorbereitung der Konferenz im August 1864, die zur Verabschiedung der ersten Genfer Konvention führte, veröffentlichte das Komitee unter dem Titel „Note sur l'oeuvre des comités de secours aux Etats-Unis d’Amerique“ eine Studie Maunoirs über die medizinische Versorgung der Opfer des Amerikanischen Bürgerkrieges. In dieser Untersuchung widmete er sich insbesondere der Tätigkeit der United States Sanitary Commission, einer von 1861 bis 1866 bestehenden Einrichtung der US-Regierung, welche die Hilfsaktivitäten von Freiwilligen während des Bürgerkrieges koordinierte.

### Tod und Gedenken
Insbesondere mit Louis Appia, ebenfalls Chirurg von Beruf, war Maunoir freundschaftlich eng verbunden. Für den zwölf Jahre jüngeren Appia, der erst 1849 im Alter von 31 Jahren nach Genf gekommen war, war er dabei dessen Mentor innerhalb der Genfer Gesellschaft. Beim Ausschluss von Henry Dunant aus dem Internationalen Komitee im September 1867 wegen seines Bankrotts verhielt sich Maunoir zurückhaltend. Ein möglicher Grund dafür waren seine eigenen Erfahrungen mit der Genfer Gesellschaft beim Umgang mit einem persönlichen Skandal.
Er nahm bis zu seinem unerwarteten Tod im Jahr 1869 aktiv an den Sitzungen des Internationalen Komitees teil. Da er von den fünf Gründungsmitgliedern des IKRK als erster verstarb, stellte sein Tod das Komitee zum zweiten Mal nach dem Ausschluss Dunants vor die Frage der Aufnahme eines neuen Mitglieds. Als sein Nachfolger wurde der Genfer Lokalpolitiker Louis Micheli de la Rive ausgewählt. Auf Grund seines frühen Todes hatte sein Wirken, im Gegensatz beispielsweise zu den Aktivitäten seines Freundes Louis Appia und insbesondere des langjährigen Präsidenten Gustave Moynier, keine wesentlichen Auswirkungen auf die spätere Entwicklung des Komitees.
In Genf wurde die Rue Maunoir zum Gedenken an Théodore Maunoir benannt.